# 27 tháng 5
Ngày 27 tháng 5 là ngày thứ 147 (148 trong năm nhuận) trong lịch Gregory. Còn 218 ngày trong năm.

## Sự kiện
- 398 – Hoàng đế Hậu Yên Mộ Dung Bảo bị sát hại sau một thời gian chạy trốn, Lan Hãn đoạt quyền và xưng là đại thiền vu.
- 1541 - công chúa cuối cùng của nhà Plantagenet nước Anh, Chân phước Margaret Plantagenet, Nữ Bá tước xứ Salisbury, bị hành quyết
- 1703 – Sa hoàng Pyotr I của Nga cho thành lập thành phố Sankt-Peterburg trên lãnh thổ mới chiếm được từ Thụy Điển.
- 1905 – Chiến tranh Nga-Nhật: Hạm đội của Nga thất bại nặng nề trước hạm đội của Nhật Bản trong Hải chiến Tsushima và phải đầu hàng vào ngày hôm sau.
- 1941 – Chiến tranh thế giới thứ hai: Thiết giáp hạm Bismarck của Đức bị đánh chìm tại Đại Tây Dương, khiến hơn hai nghìn người thiệt mạng.
- 1946 - Thành lập Xứ Thượng Nam Đông Dương trong Liên bang Đông Dương với thủ phủ đặt ở Đà Lạt
- 1985 – Tại Bắc Kinh, đại diện của Trung Quốc và Anh Quốc trao đổi văn kiện phê chuẩn hiệp ước trao trả Hồng Kông cho Trung Quốc vào năm 1997.
- 1990 – Liên minh Quốc gia vì Dân chủ của Aung San Suu Kyi giành chiến thắng trong tổng tuyển cử tại Myanmar, song chính phủ quân sự sau đó hủy bỏ kết quả.
- 1994 – Tác giả đoạt giải Nobel Alexander Solzhenitsyn trở về Nga sau khi trải qua hai thập kỷ sống lưu vong.
- 1994 – Bắt đầu vận hành Đường dây 500 kV Bắc - Nam tại Việt Nam, góp phần chấm dứt tình trạng thiếu điện trầm trọng ở miền Trung và miền Nam Việt Nam.

## Sinh
- 1918 - Nakasone Yasuhiro, thủ tướng Nhật Bản
- 1923 - Henry Kissinger, ngoại trưởng Hoa Kỳ, giải Nobel Hòa bình năm 1973

## Mất
- 1859 - Susan Euphemia Beckford, Công tước phu nhân xứ Hamilton.
- 1910 - Robert Koch, bác sĩ người Đức, phát hiện vi khuẩn bệnh lao, bệnh than và bệnh tả, giải Nobel Y học năm 1905 (s. 1843)
- 1964 - Jawaharlal Nehru, thủ tướng đầu tiên của Ấn Độ (s. 1889)
- 2000 - Maurice Richard, cầu thủ khúc côn cầu trên băng Canada, biểu tượng văn hóa của cư dân nói tiếng Pháp tại Québec (s. 1921)[1]

## Ngày lễ và kỷ niệm
- Ngày Bãi nô (Guadeloupe, Saint Barthélemy, Saint Martin)
- Ngày Thiếu nhi (Nigeria)